# Chicago-Marathon 1998
| 21. Chicago-Marathon    | 21. Chicago-Marathon         |
| ----------------------- | ---------------------------- |
| Stadt                   | Chicago, Vereinigte Staaten  |
| Datum                   | 11. Oktober 1998             |
| Distanz                 | 42,195 Kilometer             |
| Sieger                  |                              |
| Männer                  | Ondoro Osoro (2:06:54 h)     |
| Frauen                  | Joyce Chepchumba (2:23:57 h) |
| ← Chicago-Marathon 1997 | Chicago-Marathon 1999 →      |
| Website                 | Offizielle Website           |

Der Chicago-Marathon 1998 (offiziell: LaSalle Bank Chicago-Marathon 1998) war die 21. Ausgabe der jährlich stattfindenden Laufveranstaltung in Chicago, Vereinigte Staaten. Der Marathon fand am 11. Oktober 1998 statt.
Bei den Männern gewann Ondoro Osoro in 2:06:54 h, bei den Frauen Joyce Chepchumba in 2:23:57 h.

## Ergebnisse

### Männer
| Platz | Athlet            | Land      | Zeit (h) |
| ----- | ----------------- | --------- | -------- |
| 01    | Ondoro Osoro      | Kenia     | 2:06:54  |
| 02    | Khalid Khannouchi | Marokko   | 2:07:19  |
| 03    | Gert Thys         | Südafrika | 2:07:45  |
| 04    | Joseph Kahugu     | Kenia     | 2:07:59  |
| 05    | Moses Tanui       | Kenia     | 2:09:43  |
| 06    | Eder Moreno       | Brasilien | 2:09:48  |
| 07    | Philip Chirchir   | Kenia     | 2:09:52  |
| 08    | Shinji Kawashima  | Japan     | 2:10:07  |
| 09    | Silvio Guerra     | Ecuador   | 2:10:17  |
| 10    | Elijah Lagat      | Kenia     | 2:10:32  |

### Frauen
| Platz | Athletin            | Land                   | Zeit (h) |
| ----- | ------------------- | ---------------------- | -------- |
| 01    | Joyce Chepchumba    | Kenia                  | 2:23:57  |
| 02    | Colleen De Reuck    | Südafrika              | 2:27:04  |
| 03    | Elana Meyer         | Südafrika              | 2:27:20  |
| 04    | Kayoko Obata        | Japan                  | 2:28:39  |
| 05    | Tetjana Posdnjakowa | Russland               | 2:29:25  |
| 06    | Irina Bogatschowa   | Kirgisistan            | 2:30:34  |
| 07    | Gitte Karlshoj      | Dänemark               | 2:31:57  |
| 08    | Kristy Johnston     | Vereinigte Staaten     | 2:32:37  |
| 09    | Linda Somers-Smith  | Vereinigte Staaten     | 2:34:21  |
| 10    | Marian Sutton       | Vereinigtes Königreich | 2:35:41  |